# Finérénone
La finérénone est un antagoniste non-stéroïdien des récepteurs des minéralocorticoïdes (ARM) en phase III d'essai clinique — en 2015 — pour traiter l'insuffisance cardiaque et la néphropathie diabétique.

## Pharmacologie
L'affinité de la finérénone pour le récepteur minéralocorticoïde est supérieure à celle de la spironolactone, et sa fixation sur celui-ci est plus stable que celle de l'éplérénone.

## Efficacité
Contrairement à la spironolactone et à l'éplérénone, la finérénone peut être utilisée en cas d'insuffisance rénale modérée, avec moins de risque d'hyperkaliémie. Elle a une efficacité sur les marqueurs biologiques de l'insuffisance cardiaque chez le diabétique, et ce, en faisant mieux que l'éplérénone. Chez le diabétique avec une insuffisance rénale modérée, elle diminue la progression de cette dernière ainsi que le risque de survenue de complications cardiaques,.